# プライオリティ・シーティング
プライオリティ・シーティング（Priority Seating 略称：PS）は、東京ディズニーランド、東京ディズニーシー、ディズニーアンバサダーホテル、東京ディズニーシー・ホテルミラコスタ、東京ディズニーランドホテルの一部のレストランで実施されている事前受付制度。このほか世界のディズニーパークに同様の制度が存在するが、本項では主に東京ディズニーリゾートでの同制度について記述する。

## 概要
プライオリティ・シーティング対象のレストランを利用する際に利用希望時間を指定しておき、指定した時間にレストランに向かうと少ない待ち時間で優先的に案内されるサービスである。2016年4月15日以降、東京ディズニーランド、東京ディズニーシーの両パーク内の対象レストランはプライオリティ・シーティングのみでの案内となり、当日レストランに並んでの利用が不可能となったが、2017年7月1日より一部を除いて従来通り事前受付なしでの利用も可能となった。予約可能件数は、2018年4月2日からの予約よりショーレストラン、パーク内外のプライオリティ・シーティング実施レストランで、滞在日1日あたり朝食・昼食・夕食の各時間帯で1件（計3件）までとなる。2020年9月30日をもって東京ディズニーリゾート総合予約センターが運営終了となったため、基本的には東京ディズニーリゾート・オンライン予約・購入サイトからの予約となった。

## 予約方法
プライオリティ・シーティングの手続きはWebサイト・電話（ディズニーホテル内のレストランのみ）経由で申し込みする方法と、当日レストランで申し込みをする方法の3種類がある。ただし、状況によっては希望の時間でも申し込みが行えないこともある。

### パーク内レストラン
前日までの受付
利用日の1か月前から利用日の前日20時59分までの間にオンラインのみで申し込みができる。
当日受付
当日受付は空きがあった場合のみとなり、東京ディズニーランド、東京ディズニーシーのプライオリティ・シーティングを実施している各レストランの入り口横にあるカウンターまたはオンラインで申し込みができる。オンラインでは当日の9時から、店頭では10時からの受付となる。ただし、一部店舗では店頭での受付は行っていない。

### ホテル内レストラン
ディズニーホテルへの宿泊予約の状況によって受付方法が異なる。
東京ディズニーリゾート・オンライン予約・購入サイトにてディズニーホテルを予約
予約成立後から利用当日までの来店60分前（宿泊予約特典としては前日20時59分）までの受付となる。
旅行代理店、オンライン旅行会社でディズニーホテルを予約
シェフ・ミッキーの朝食（ディズニーアンバサダーホテル宿泊者のみ）、アンバサダーフロア・スペチアーレ・ルーム＆スイート・コンシェルジュ／スイートの客室カテゴリー宿泊に伴う特典朝食に限り、東京ディズニーリゾート・オンライン予約・購入サポートデスクにてチェックイン日の1か月前から受付となる。そのほかのレストランについてはディズニーホテルに宿泊しない人と同じ方法での受付となる。
ディズニー・バケーション・クラブでディズニーホテルを予約
宿泊予定ホテル（東京ディズニーセレブレーションホテルの場合は受付を希望するレストランがあるホテル）の代表番号で予約成立後から受付。
ディズニーホテルの予約なし
シェフ・ミッキーは利用日の1か月前同日10時から、それ以外のレストランでは利用日の2か月前同日10時から利用当日の来店時間60分前までの受付となる。

## 実施レストラン
東京ディズニーランド
- イーストサイド・カフェ
- センターストリート・コーヒーハウス
- れすとらん北齋
- クリスタルパレス・レストラン
- ブルーバイユー・レストラン
- ポリネシアンテラス・レストラン
  - 店頭での予約不可

- ザ・ダイヤモンドホースシュー（2020年10月1日 - ）
  - 店頭での予約不可

- ラ・タベルヌ・ド・ガストン（2020年9月28日 - ）
  - 店頭での予約不可
  - 2020年11月20日より予約がなくてもレストランの利用が可能となる。予約者は店内の座席が利用できるが、予約がない場合は店外のテラス席またはスタンディングテーブルの利用となる。

- ビッグポップ（2020年9月28日 - ）
  - 店頭での予約不可

東京ディズニーシー
- マゼランズ
- リストランテ・ディ・カナレット
- S.S.コロンビア・ダイニングルーム
- レストラン櫻
- テディ・ルーズヴェルト・ラウンジ（2020年10月29日 - ）
- ホライズンベイ・レストラン

ディズニーアンバサダーホテル
- シェフ・ミッキー
  - ブレックファストはディズニーアンバサダーホテル宿泊者のみが利用できる。

- エンパイア・グリル
- ハイピリオン・ラウンジ（一部メニュー利用時のみ対応）

東京ディズニーシー・ホテルミラコスタ
- オチェーアノ
- シルクロードガーデン
- ベッラヴィスタ・ラウンジ

東京ディズニーランドホテル
- シャーウッドガーデン・レストラン
- カンナ
- ドリーマーズ・ラウンジ（一部メニュー利用時のみ対応）

## 実施していたレストラン
東京ディズニーランド
- クリスタルパレス・レストラン（ディズニーキャラクターブレックファスト）
  - 2019年7月8日をもって運営終了。
  - 当日の6時59分までにオンラインで申し込む必要があり、店頭での受付は行わなかった。

## 関連文献
- COSMIC MOOK『東京ディズニーランド&シー 超得&裏技徹底ガイド 2023-24』コスミック出版、2023年7月15日。ISBN 978-4-7747-4273-1。
- 森田浩章『東京ディズニーランド パーフェクトガイドブック 2024』講談社、2023年10月10日。ISBN 978-4-06-533221-4。